# Sigurd Raschèr
Sigurd Manfred Raschèr, född 15 maj 1907 i Elberfeld i Tyskland, var en amerikansk saxofonist av tysk börd. Han blev en viktig gestalt inom 1900-talets utveckling av saxofon inom den klassiska musiken.

## Biografi
Raschèr föddes i Ruhrområdet, i Elberfeld som idag är del av Wuppertal. Han gick i skola i schweiziska Arlesheim och tog examen på den första Waldorfskolan.
Inledningsvis spelade han piano. Därefter övergick Raschèr till klarinett, som han 1928/29 studerade hos Philipp Dreisbach vid Hochschule für Musik i Stuttgart.
1930 flyttade Raschèr till Berlin, där han kom att anlitas av Berlinfilharmonikerna och bland annat fick en konsert specialskriven för honom av kompositören Edmund von Borck. Januari 1933 hade han en radiokonsert med Berlins radioorkester. Samma framträdde han i Strasbourg, och 1935 hördes han i konsert i Amsterdam. Under 1930-talet deltog han i konsertturnéer runt om i Europa, och 1938 besökte han Australien.
1939 reste Raschèr till USA, där han i oktober gjorde sin amerikanska konsertdebut tillsammans med Bostons symfoniorkester. I november var han solosaxofonist vid en konsert med New Yorks filharmoniker. Våren 1940 hade han soloframträdanden i både Washington och New York, där han hyllades av Arturo Toscanini. Eftersom andra världskriget pågick i Europa, kunde han inte återvända hem. November 1941 återförenades han med sin fru i USA. De två slog sig därefter ner i delstaten New York, där de kom att bo under de kommande 60 åren.
Efter krigsslutet fick Raschèr åter konsertinbjudningar till Europa. Sammanlagt kom han att spela ihop med mer än 200 orkestrar och blåsensembler. Han höll sitt sista soloframträdande 1977, året då han fyllde 70 år. Han avled 2001, vid 93 års ålder.

## Betydelse
Raschèr undervisade i saxofon vid Juilliard School, Manhattan School of Music och Eastman School of Music. Många av hans elever kom att bli kända på egen hand.[källa behövs]
Ett antal kompositörer har skrivit konserter speciellt för honom, däribland tre svenskar. Dessa är Lars Erik Larsson (Konsert för saxophon och stråkorkester, 1934), Werner Wolf Glaser (Allegro, cadenza e adagio for Alto Saxophone and Piano, 1950) och Erland von Koch (Concerto for Alto Saxophone and Orchestra, 1959). Totalt skrevs över 208 saxofonverk för honom.
Raschèr pensionerade sig som aktiv musiker 1977. Han fortsatte dock att arrangera veckolånga workshopar för grupper av saxofonister, både i USA och i hans hemland Tyskland, till långt in på 1980-talet.